# جودا باي
جودا باي، (مريم الزمان) (1 أكتوبر 1542 - 19 مايو 1623)، كانت إمبراطورة الإمبراطورية المغولية. زوجة ملك المغول جلال الدين محمد أكبر كانت من الهندوس ومسقط رأسها الراجبوت ولم يجبرها على اعتناق الإسلام وبنى لها مسجد وكانت من أجمل زوجاته، وكانت أحب زوجاته وأولى زوجاته ففي بداية زواجهما كانت هناك مشاكل كثيرة بينهما بما أن جودا هندوسية وجلال مسلم كانت هناك كثير من المشاكل لكن وقعا في الحب وجلال كان يعيش بقصة حب جميلة جدا لأن جودا سحرته بصوتها وجلال سحرها بوسامته وجاذبيته، وجودا أكبر كانت الملكة الام والأولى وأنجبت منه «جهانجير نور الدين سليم».

## نبذة
جودا باي ولدت في القرن السادس عشر -راجبوتية- وديانتها الهندوسية تزوجت من جلال الدين محمد أكبر ملك المغول -مسلم- لأسباب سياسية. بعد فترة من الزواج أصبحت جودا تحب جلال وبعدها أنجبت وريث المملكة -جهانكير «نور الدين سليم»- ولقبت بمريم الزمان. وإضافة إلى ذلك كانت طيبة وفاعلة للخير -كما ذكر في الكتب- مما جعلها محبوبة.

## مواصفاتها
كانت شديدة الجمال في عصرها حيث كانت تتميز بالوجه الجميل والصوت الرقيق والمعاملة الطيبة مع راعيتها حيث جذبت الملك جلال الدين أكبر. ليكتب القدر لهم أن يعيشوا حياة طيبة سعيدة وممتلئة بالحب. وقد أنجبت الملك جهانجير (نوّر الدين سليم) وبذلك تعتبر الملكة الأم والأولى.